# James Middleton
Pour l’article homonyme, voir Middleton.
James Middleton, né le 15 avril 1987 à Reading (Berkshire), est un entrepreneur et homme d'affaires britannique. Unique frère de Catherine Middleton, princesse de Galles.
Depuis le mariage de leur sœur aînée en 2011, sa sœur Pippa et lui, appartenant désormais au gotha britannique, ponctuent régulièrement la vie mondaine londonienne et sont très souvent présents dans les médias britanniques.

## Biographie

### Premières années
James Middleton naît en 1987 au Royal Berkshire Hospital, il est le dernier enfant et l'unique fils de Michael Middleton (en) (qui est alors un agent d'opérations aériennes chez British Airways) et de Carole Goldsmith (elle-même ancienne hôtesse de l'air),.
La famille de son père est originaire de Leeds, dans le Yorkshire, et l'une de ses arrière-grands-mères, nommée Olivia Lupton, appartenait à une vieille famille de marchands lainiers puis d'industriels opérant à Leeds, et impliqués politiquement dans cette ville, depuis des générations,. De son côté, la famille de la mère de Carole Middleton comprenait des ouvriers et des mineurs du comté de Durham.
Au milieu des années 1980, alors que ses deux aînées sont encore à l'école maternelle et que la famille demeure à Bradfield Southend, la mère de James Middleton lance Party Pieces, une société qui commence par composer des sacs d'accessoires de fêtes pour enfants et qui commercialise aujourd'hui par correspondance toutes sortes de fournitures pour des évènements festifs et commémoratifs, ainsi que des décorations.
En 1995, la famille Middleton s'installe à Bucklebury, dans le Berkshire,.
Tout comme ses sœurs Catherine et Philippa, James Middleton est élève de l'école St Andrews, à Pangbourne, puis au Marlborough College, dans le Wiltshire. En 2006, il entame, à l'université d'Édimbourg, des études de gestion et de ressources environnementales avant d'abandonner un an plus tard pour fonder une entreprise de pâtisserie,.

### Vie privée
James Middleton est dyslexique. En 2011, lors du mariage du prince William et de Catherine Middleton, James a lu un extrait de la Bible. En 2019, il a révélé avoir lutté contre la dépression et les troubles hyperactifs déficitaires de l’attention qu’il a attribués à la médiatisation publique en raison de la relation amoureuse de sa sœur aînée avec le prince William.
James Middleton est ambassadeur de l’organisme de bienfaisance Pets As Therapy, après avoir exprimé comment sa chienne, Ella, l’avait aidé à surmonter sa dépression.
James Middleton a été en couple avec l’actrice anglaise Donna Air de 2013 à 2018.

### Mariage et descendance
À partir de 2018, il est en couple avec Alizée Thevenet, une analyste financière française. En septembre 2019, ils annoncent leurs fiançailles et se marient le 11 septembre 2021 à Bormes-les-Mimosas en France.
À l'été 2021, James acquiert une résidence dans le village de Bucklebury, dans le Berkshire, non loin de la villa de ses parents, où Alizée et lui résident durant la majeure partie de leur temps.
Le couple a un fils, Inigo Gabriel, né en octobre 2023,.